# Narcissisme
Narcissisme-begrebet er hentet fra den græske mytologis legende om Narkissos. Narkissos var en smuk ung græsk helt, der afviste nymfen Echos tilnærmelser. Som straf blev han dømt til at forelske sig i sit eget spejlbillede – i en vandpyt. Da han var ude af stand til at realisere sin kærlighed, visnede han væk og blev til den blomst, som er opkaldt efter ham, narcissen.

## Narcissisme i psykologi og psykiatri
Inden for psykologien skelnes der mellem sunde og sygelige former for narcissisme.
Inden for psykiatrien bruges begrebet narcissistisk personlighedsforstyrrelse om en alvorlig personlighedsforstyrrelse.
Begreberne narcissisme, narcissistisk og narcissist bruges ofte som pejorativer til at påpege forfængelighed, indbildskhed, egoisme eller simpel selviskhed. Når det bruges om en socialgruppe, kan udtrykket også dække over elitisme eller ligegyldighed i forhold til andres nød.
Sigmund Freud, der mente, at en vis narcissisme er en vigtig del af alle mennesker fra fødslen, var den første til at bruge begrebet i forbindelse med psykologien.
Narcissisme som personlighedsforstyrrelse er præget af selvkærlighed udadtil, tomhed og ringe selvværd indadtil – samt manglende empati og respekt for andre. Narcissisten har en arrogant attitude, et behov for at være i centrum eller blive beundret og en forestilling om at være bedre/højere end andre mennesker og går op i titler, status og penge.
Den amerikanske psykoanalytiker Heinz Kohut udviklede i 1971 med sin selvpsykologi en avanceret forståelse af narcissisme. Heinz Kohut forfatterskab bevægede sig omkring selvet og forstod kernen i narcissisme som en forstyrrelse i selvet. Det var i særlig grad Heinz Kohuts forfatterskab og i mindre grad Otto F. Kernbergs, der lagde grunden til, at narcissisme blev et omdiskuteret fænomen i 1970'erne og 80'erne.
Narcissister kan afsløre sig selv gennem en række adfærdsmønstre og karaktertræk:
- Centrum: Narcissister taler ofte konstant om sig selv, deres præstationer og deres behov uden at vise interesse i andres liv eller følelser[6]. De skal helst være centrum for andres opmærksomhed, og narcissister havde for eksempel svært ved isolationen under COVID-19-epidemien[7].
- Mangel på empati: De mangler følelsesmæssig empati og har svært ved at forstå eller værdsætte andres følelser og perspektiver og kan virke kolde eller ligeglade med andre menneskers problemer[8].
- Søgen efter beundring: De søger konstant efter komplimenter og beundring fra andre og bliver vrede eller deprimerede, hvis de ikke får den opmærksomhed, de føler, de fortjener. En vigtig drivkraft for mange narcissister er social status og anerkendelse[9]. Nogle narcissister søger især positioner med magt, mens andre fx ønsker offentlighedens søgelys. Derfor søger nogle narcissister magtfulde stillinger som leder, professor og lignende, mens andre vil søge at blive kendte som f.eks. forfattere eller forskere eller blot have status i andres øjne. Visse narcissister har en udpræget trang til at blive kendte og få mediernes anerkendelse, og de findes blandt influencere, offentlige meningsdannere, mediefolk, kendisser, skuespillere, musikere og lignende[10].
- Manipulerende: Narcissister bruger ofte manipulation for at få deres vilje, hvilket kan inkludere løgne, bedrag, skyldfølelse eller trusler for at kontrollere andre. De bruger ofte andre mennesker til at nå deres egne mål, uden hensyn til konsekvenserne for de mennesker, de udnytter.
- Grandiositet: De tror, at de er bedre end andre og fortjener særlig behandling, og de kan have en grandios opfattelse af deres egne evner og betydning.

## Diagnosen
De diagnostiske kriterier for narcissistisk personlighedsforstyrrelse (NPD) i DSM-5 (Diagnostic and Statistical Manual of Mental Disorders, 5. udgave) er som følger. En person skal opfylde mindst fem af de ni kriterier for at få diagnosen NPD:
1. Grandios følelse af selvværd (overdriver præstationer og talenter, forventer at blive anerkendt som overlegen uden proportionale præstationer).
2. Optaget af fantasier om ubegrænset succes, magt, skønhed, eller ideel kærlighed.
3. Tror, at han eller hun er "særlig" og unik og kun kan forstås af, eller bør omgås, andre særlige eller højtstående mennesker (eller institutioner).
4. Kræver overdreven beundring.
5. Har en følelse af berettigelse (urimelige forventninger om særlig gunstig behandling eller automatisk efterlevelse af hans eller hendes forventninger).
6. Er interpersonelt udnyttende (udnytter andre til at opnå sine egne mål).
7. Mangler empati (er uvillig til at anerkende eller identificere sig med andres følelser og behov).
8. Er ofte misundelig på andre eller tror, at andre er misundelige på ham eller hende.
9. Udviser arrogant, hovmodig adfærd eller attitude.

Disse træk skal være vedvarende og gennemgribende i forskellige sammenhænge og begynde i det tidlige voksenliv. Trækkene skal forårsage signifikant lidelse eller svækkelse i sociale, arbejdsmæssige eller andre vigtige funktionsområder.
En kvalificeret mental sundhedsprofessionel skal foretage en grundig evaluering for at sikre, at symptomerne ikke kan forklares bedre som en anden mental sundhedsforstyrrelse, en medicinsk tilstand eller substansmisbrug.

## Misforstået og overdreven brug af begrebet narcissisme
Begrebet narcissisme kan blive overbrugt og misforstået i daglig tale. Mange mennesker har ikke en dybdegående forståelse af, hvad narcissistisk personlighedsforstyrrelse indebærer. De kender måske kun til overfladiske beskrivelser eller populære stereotyper. I populærkulturen og medierne bruges "narcissist" ofte løst til at beskrive enhver, der virker selvoptaget eller arrogant, uden nødvendigvis at opfylde kriterierne for en klinisk diagnose med narcissistisk personlighedsforstyrrelse (NPD).
Mange bruger begrebet narcissisme til at forklare komplicerede forhold eller konflikter, hvor flere faktorer kan være på spil. Det kan være fristende at bruge et enkelt ord som "narcissist" til at forklare komplicerede følelser eller relationer. Hvis nogen oplever sig selv som offer for egoistisk eller skadelig adfærd, kan de hurtigt ty til at kalde den anden person narcissist. Det kan føre til en overforenkling af menneskelig adfærd og motivationsfaktorer. Når mennesker er i konflikt eller føler sig såret af andres adfærd, kan de ty til at bruge begrebet narcissisme som en måde at udtrykke deres frustration på. Det kan være en måde at forklare eller retfærdiggøre deres egne følelser på.
Ikke-professionelle kan begynde at "diagnosticere" andre som narcissister baseret på overfladisk viden eller personlige oplevelser, hvilket kan være både uretfærdigt og misvisende. Hvis nogen har læst om narcissisme og genkender visse træk i en anden person, kan de være tilbøjelige til at overbetone disse træk og ignorere andre nuancer af personens adfærd. Dette fænomen, kendt som bekræftelsesbias, kan føre til overdiagnostisering i ikke-kliniske sammenhænge. Den løse brug af begrebet kan bidrage til at stigmatisere folk, som udviser selvcentreret adfærd, men som ikke nødvendigvis har en personlighedsforstyrrelse. Det kan føre til social udstødelse og misforståelser.

## Narcissistisk kultur
I bogen Narcissismens kultur – en analyse af et samfund i opløsning fra 1979 betegner Christopher Lasch en narcissistisk kultur som en, hvori enhver aktivitet og hvert forhold er defineret af den hedonistiske trang til at opnå symboler på rigdom. Det bliver det eneste udtryk for strenge, men skjulte, sociale hierarkier. Det er en kultur, hvori liberalisme kun eksisterer så langt som til at tjene et forbrugersamfund, og selv kunst, sex og religion mister deres frigivende evner.
I et sådant samfund med konstant konkurrence kan der ikke være nogen allierede og kun meget lille gennemsigtighed. Truslerne mod det at opnå sociale symboler er så mange, forskelligartede og ofte uforståelige, at defensiv og konkurrerende adfærd bliver hverdagskost. Enhver rigtig følelse af fællesskab bliver undermineret – eller ligefrem ødelagt – for at blive erstattet af reelle modstykker, som uden held søger at kunstigt skabe en følelse af sammenhold.
Den danske psykolog og forfatter Lars Lundmann Jensen tager i bogen "Hvem er jeg? – narcissisme og personlighed i det senmoderne samfund" et opgør med den klassiske narcissisme-tænkning. Han betragter narcissisme som et forsøg på at finde sig selv via anerkendelse og bekræftelse fra andre i det senmoderne samfund, hvor de klassiske identitetsforestillinger er opløst. Han sammenkoblede narcissisme med identitetsdannelsens særlige karakter i det senmoderne samfund. Hans pointe var, at se narcissisme ikke så meget som et patologisk fænomen, men snarere som en del af et menneskes normale udvikling. Narcissisme hos den voksne kan således variere i graden og betragtes derfor ikke som en absolut størrelse. Med udgangspunkt i disse betragtninger skabes en ny narcissisme – og en ny personlighedsteori.

## Fodnoter
1. ↑  Dsm-5, 2013
2. ↑  The Narcissist's Dilemma: They Can Dish It Out, But... | Psychology Today
3. ↑  Atlas, G. D., & Them, M. A. (2008). Narcissism and sensitivity to criticism: A preliminary investigation. Current Psychology: A Journal for Diverse Perspectives on Diverse Psychological Issues, 27(1), 62–76
4. ↑  Freud, Sigmund, On Narcissism: An Introduction, 1914
5. ↑  Heinz Kohut, Analysen af selvet (Det lille Forlag, 1971.
6. ↑  Dinić, Bojana M., Valentina Sokolovska, and Aleksandar Tomašević. "The narcissism network and centrality of narcissism features." Current Psychology (2021): 1-12.
7. ↑  Otterbring, Tobias, Alexandra Festila, and Michal Folwarczny. "Self-isolation for the self-centered: Negative framing increases narcissists' willingness to self-isolate during COVID-19 through higher response efficacy." Personality and Individual Differences 174 (2021): 110688.
8. ↑  Urbonaviciute, Greta, and Erica G. Hepper. "When is narcissism associated with low empathy? A meta-analytic review." Journal of Research in Personality 89 (2020): 104036.
9. ↑  Desire for Social Status Is a Driver of Narcissism - Neuroscience News
10. ↑  5 Key Aspects of Social Media and Narcissism | Psychology Today
11. ↑  Durvasula, Ramani. Should I stay or should I go: Surviving a relationship with a narcissist. Simon and Schuster, 2015.
12. ↑  Malkin, Craig. Rethinking narcissism: The secret to recognizing and coping with narcissists. Harper Perennial, 2016.
13. ↑  Greenberg, Elinor. Borderline, narcissistic, and schizoid adaptations: The pursuit of love, admiration, and safety. Greenbrooke Press, 2016.
14. ↑  Christopher Lasch, Narcissismens kultur – en analyse af et samfund i opløsning (New York: Norton, 1979.
15. ↑  Lars Lundmann Jensen, Hvem er jeg? – Narcissisme og personlighed i det senmoderne samfund (København: Frydenlund, 2006.